# Château de Queheon
Le château de Queheon est situé à Ploërmel en France.

## Localisation
Le château est situé sur le territoire de la commune de Ploërmel, au lieu-dit Queheon, dans le département du Morbihan en région Bretagne.

## Description
Le château date au XVIIe siècle. Édifice à un étage carré construit en moellons de granite et de schiste. Toiture à longs pans brisés recouverte d'ardoises ; toit en pavillon ; croupe ; pignon couvert. Escalier hors-œuvre : escalier à vis sans jour.

## Historique
Le château primitif était fortifié semble avoir été construit au XIVe siècle, puis rebâti au début du XVIIe siècle, il ne reste plus de cette construction que des pans de murailles et le donjon.Édifice reconstruit au début du XVIIe siècle pour les Picaud ; pavillons nord et sud construits à la fin du XVIIe siècle ou début du XVIiIe siècle ; dépendances construites à la fin du XVIIIe siècle ;la  chapelle et le colombier sont détruits.
Le château est inscrit à l'inventaire général du patrimoine culturel en 1986.